# Urbs Antverpia

Plan van Antwerpen, Bononiensis, Virgilius, 1565, Museum Plantin-Moretus

Urbs Antverpia is een kaart van Antwerpen uit 1565 ontworpen door de Italiaan Vergilius Bononiensis (of Boloniensis), die de stad in zijn Gouden Eeuw vanuit het oosten in vogelvlucht weergeeft. Het is de grootste en meest gedetailleerde plattegrond uit de zestiende eeuw.

## De kaart
Vergilius Bononiensis, waarschijnlijk een Italiaan overgekomen uit Bologna, tekende de stad Antwerpen in haar bloeiperiode vanuit het oosten in vogelvlucht. Dit was een totaal nieuwe oriëntatie aangezien de stad voorheen bijna altijd weergegeven werd vanuit het westen. Bononiensis begon met de Urbs Antverpia werd hoogstwaarschijnlijk vanaf 1550. Nadien werden er nog enkele zaken aan toegevoegd zoals de veranderingen aan het Stadhuis. Daarna werd in 1565 ook nog een proza van Cornelis Grapheus toegevoegd. Deze bevatte gedetailleerde en lovende beschrijvingen van de nieuwe omwalling, de Nieuwstad en de straten, pleinen, openbare gebouwen en handelshuizen. De kaart werd gedrukt door de Antwerpse drukker Gillis Coppens van Diest in september 1565. De stad is in de vorm van een halve cirkel omringd door 5212 passen (of 7474 meter) muur met daarin 5 monumentale poorten. Daarnaast zijn er 200 huizenblokken, binnen de stadsmuren 62 bruggen, 20 marktpleinen, 12 wijken en ongeveer 36 kerken, kloosters, kapellen en gasthuizen. Schepen konden de binnenstad bereiken via 8 kanaaltjes of vlieten.
Op de kaart ontbreekt vaak nauwkeurigheid: straten ontbreken, gevels van huizen zijn imaginair of proportioneel te groot, de katten werden niet allemaal weergegeven en de restanten van de laatmiddeleeuwse torens en poorten ontbreken helemaal. Toch biedt ze een goede voorstelling van Antwerpen in de zestiende eeuw.

## Bewaring
De houtsnede werd in 1828 voor het eerst terug ontdekt door Jan Frans Willems. Deze monumentale houtsnede, met de hand ingekleurd, is 120 cm hoog en 265 cm breed. Ze werd gedrukt op 20 bladen handgeschept papier. Het enige bekende exemplaar is bewaard in Museum Plantin-Moretus. In 2011 werd deze originele kaart ook opgenomen in het Topstukkendecreet van de Vlaamse overheid.    
De Erfgoedbibliotheek Hendrik Conscience is in het bezit van een reproductie van de originele houtsnede, of lithografische facsimile, van de kaart die rond 1900 gemaakt werd door Achiel Kas. Deze werd uitgevoerd op 24 bladen papier en werd met de hand ingekleurd in aquarel, daarbij vulde Kas ook enkele gebreken aan de oorspronkelijke kaart aan. De kaart heeft een ereplaats gekregen in de bibliotheek en hangt bij de ingang van de Nottebohmzaal.   
Ook het Algemeen Rijksarchief te Antwerpen in Beveren is in het bezit van een exemplaar.       